# Liste der Monuments historiques in Versailleux
Die Liste der Monuments historiques in Versailleux führt die Monuments historiques in der französischen Gemeinde Versailleux auf.

## Liste der Bauwerke
| Bezeichnung                    | Beschreibung              | Standort | Kennzeichnung | Schutzstatus | Datum | Bild           |
| ------------------------------ | ------------------------- | -------- | ------------- | ------------ | ----- | -------------- |
| Kirche Saint-Pierre-Saint-Paul | Erbaut im 11. Jahrhundert | (Lage)   | PA00116591    | Inscrit      | 1927  | weitere Bilder |